# Dominik Rodinger
Dominik Rodinger (* 17. August 1987 in Prag) ist ein tschechischer ehemaliger Fußballspieler auf der Torwartposition.

## Karriere
Rodinger begann mit dem Fußballspielen beim Prager Verein FSC Libuš, zunächst als Torhüter. Nach zwei Jahren wechselte er auf die Verteidigerposition, erst im Alter von zehn Jahren kehrte er ins Tor zurück. Er wechselte zu Bohemians Prag, wo er die Jugendmannschaften durchlief. Noch als A-Jugendlicher kam er zu seinem ersten Einsatz im Profibereich, da schon beim Nachfolgerklub Bohemians 1905 Prag.
In der Zweitligasaison 2004/05 debütierte er beim 3:3 gegen Tatran Prachatice mit 17 Jahren, zwei Monaten und 21 Tagen als jüngster Torwart aller Zeit im Dress der Bohemians. Nach dem Konkurs des Vereins wechselte der junge Torhüter zum FK Teplice, im Sommer 2005 zum SC Xaverov.
Im September 2006 wurde Rodinger vom slowakischen Zweitligisten MFK Zemplín Michalovce verpflichtet. Er hatte im Februar 2007 einen schweren Autounfall und lag mehrere Wochen im Krankenhaus. Nach seiner Rückkehr auf den Platz eroberte er sich einen Stammplatz im Tor von Michalovce und machte durch seine guten Leistungen zu Beginn der Saison 2007/08 den Trainer der slowakischen U21-Nationalmannschaft Jozef Barmoš auf sich aufmerksam. Rodinger lehnte ab, auch weil er zu dieser Zeit vom Coach der tschechischen U21-Auswahl Vítězslav Lavička beobachtet wurde. Schließlich berief Lavička den Keeper für das Testspiel am 6. Februar 2008 gegen den FC Istres in die Juniorenauswahl, Rodinger kam in der zweiten Halbzeit zum Einsatz.
Anfang Februar 2008 wurde Rodinger vom slowakischen Erstligisten ŠK Slovan Bratislava verpflichtet, bei dem er einen Dreieinhalbjahresvertrag unterzeichnete. Ende Februar 2010 wechselte Rodinger auf Leihbasis zum tschechischen Erstligisten FK Bohemians Prag.